# (13954) Born
(13954) Born  es un asteroide perteneciente al cinturón de asteroides, descubierto el 13 de octubre de 1990 por Freimut Börngen y Lutz Dieter Schmadel desde el Observatorio Karl Schwarzschild, en Alemania.

## Designación y nombre
Born se designó inicialmente como 1990 TF8.
Más adelante fue nombrado en honor al matemático alemán Max Born (1882-1970).

## Características orbitales
Born cuenta con una órbita a una distancia media del Sol de 2,5443 ua, pudiendo acercarse hasta 2,1961 ua y alejarse hasta 2,8926 ua. Tiene una excentricidad de 0,1368 y una inclinación orbital de 13,9316° grados. Emplea en completar una órbita alrededor del Sol 1482 días.

## Características físicas
Su magnitud absoluta es 14,3. Tiene 5,807 km de diámetro. Su albedo se estima en 0,158.